# مارتا تیلتون
مارتا تیلتون (انگلیسی: Martha Tilton؛ ۱۴ نوامبر ۱۹۱۵ – ۸ دسامبر ۲۰۰۶) یک موسیقی‌دان اهل ایالات متحده آمریکا بود.